# Alternativ för Tyskland
Alternativ för Tyskland (tyska: Alternative für Deutschland, AfD) är ett högerpopulistiskt och nationalistiskt parti i Tyskland grundat 6 februari 2013. AfD kategoriseras som högerextremt av den tyska säkerhetstjänsten.
Det grundades som ett nationalkonservativt och euroskeptiskt parti, där en av huvudfrågorna var att verka för en upplösning av eurosamarbetet. Senare har eurofrågan hamnat i skuggan av kritik mot invandring och islam.

## Historia

### Partiets förhistoria (1992-2012)
I och med Maastrichtfördraget från 1992 satte EU som mål att införa en europeisk valuta. Det ledde till att en grupp eurokritiker runt FDP-politikern Manfred Brunner bildade partiet Bund freier Bürger (BFB) som kombinerade motståndet mot euron med högerpopulistiska ämnen som t.ex. migration. Joachim Starbatty, som var medlem i förbundsstyrelsen för BFB på 90-talet skulle senare bli en av initiativtagarna till Alternative für Deutschland.

### Partiet bildas (2012-2014)
Alternative für Deutschland bildades som en reaktion på de räddningspaket till Grekland och andra euroländer som tyska förbundsdagen godkände åren 2010-2012. CDU- och FDP-politiker samt enskilda mer framstående personer som nationelekonomen Bernd Lucke, Hans-Olaf Henkel, ordförande för Bund deutscher Industrie och Beatrix von Storch, initiativtagare till den fundamentalkristna internetplattformen "Zivile Koalition" samt politikerna Alexander Gauland, Konrad Adam och Gerd Robanus protesterade och i september 2012 bildade de gruppen Wahlalternative 2013. I ett manifest riktade de hård kritik mot den tyska regeringens hantering av eurokrisen och fick stöd av flera framstående ekonomer, journalister och företagsledare. Efter flera misslyckade försök att samarbete med mindre regionala partier bildades partiet på  partikongressen i Berlin i april 2013. Det officiella datumet då AfD grundades är den 6 februari 2013.
AfD:s huvudfråga var valutapolitiken och synen på euron och i det valmanifest som antogs på partikongressen krävdes "en ordnad upplösning av eurozonen" och   återinförande av nationella valutor. Alternativt krävdes ett upprättandet av "mindre och stabilare" valutazoner, och att så kallade räddningspaket till krisande ekonomier skulle bekostas av banker, hedgefonder och andra  institutioner, snarare än av skattebetalarna. Bankerna skulle enligt valmanifestet själva täcka sina förluster vid skuldkriser istället för att "räddas" av staten.'
Med ekonomiska bidrag från medelstora företag byggde partiet snabbt upp sin organisation och blev ett samlingsparti för många tidigare CDU- och FDP-medlemmar. I förbundsdagsvalet hösten 2013 kom partiet inte över femprocentsspärren, men våren 2014 fick de mer än sju procent av rösterna i EU-valet och sju mandat i EU-parlamentet. Det starkaste stödet fick de i förbundsländerna Sachsen och Hessen, med 10,1 % respektive 9,1 % och det svagaste i förbundsländerna Niedersachsen och Nordrhein-Westfalen med 5,4 %.
Vid den tiden hade AfD en marknadsliberal inställning med en konservativ familjepolitik och en restriktiv invandringspolitik samt med krav på en kontrollerad upplösning av eurosamarbetet.

### Mellan marknadsliberalism och nationalkonservativism (2014-2015)
Med minskande debatt om euron hamnade migrationspolitiken mer i samhällets fokus och nu ändrade även AfD sin profil och betonade mer nationalkonservativa värderingar. Kursändringen fick näring av framgångarna för partiets östtyska länsavdelningar i förbundslandsvalen hösten 2014 med en invandringskritisk och högerpopulistisk profil. AfD fick dessutom allt fler medlemmar från nationalistiska och konservativa småpartier. 2015 antogs ett nytt partiprogram, där motståndet mot euron hamnade i skuggan av invandringsmotståndet och kritiken mot islam.
Denna fas i partiets historia präglas också av konflikter om hur man ska positionera sig i invandringsfrågan och  förhålla sig till den islamkritiska proteströrelsen Pegida. Konflikterna nådde sin kulmen under partikongressen i Essen sommaren 2015 där partiordförande Bernd Lucke ersattes av Frauke Petry från partiets konservativa falang den 4 juli. Valet av Petry har tolkats som en högersväng för partiet som därefter skulle fokusera mer på frågor som invandring, islam och en närmre relation till Ryssland. Den 7 juli hoppade fem av AfD:s sju Europaparlamentariker av partiet i protest mot den nya partiledaren och dagen efter meddelade Bernd Lucke att han lämnade AfD som en reaktion på vad han ansåg vara "främlingsfientliga" och proryska drag inom den nya partiledningen. Den 19 juli grundade Lucke ett nytt parti, Allianz für Fortschritt und Aufbruch.

### Nationalkonservativ profilering (2015-2019)
Som resultat av utvecklingen lämnade de marknadsliberala profilerna som t.ex. Hans-Olaf Henkel partiet hösten 2015. Flyktingvågen hösten 2015 och flera terrorattentat runtom i Europa gav AfD en skjuts i opinionen och i flera förbundslandsval år 2016 fick Alternative für Deutschland tvåsiffriga resultat. Partiprogrammet präglades fortfarande av en stark marknadsliberalism men inom partiet växte den högerkonservativa gruppen där en del medlemmar förespråkade ett samarbete Pegidarörelsen medan andra  hade kontakt med delar av nynazistiska NPD. 2016 antog partiet ett manifest där man bland annat menade att islam inte är en del av Tyskland, och motsatte sig uppförandet av minareter.
Framgångarna i förbundslandsvalen fortsatte 2017, även om partiets opinionssiffror sjönk till följd av interna konflikter. Under partikonferensen 2017 tillkännagav Frauke Petry att hon inte skulle  ställa upp som partiets huvudkandidat till det tyska förbundsdagsvalet. Trots konflikterna fick AfD 12,6 % i förbundsdagsvalet 2017. 
Sedan hösten 2018 är AfD representerade i samtliga tyska förbundslandsparlament. Det fanns dock en stark konflikt inom partiet mellan en mer moderat del under ledning av Jörg Meuthen och en högerextremistisk del (som kallas "Flügel") under ledning av Andreas Kalbitz. Kalbitz har uteslutits ur partiet, men det är oklart om "Flügel"-sympatisörerna också har lämnat det. Gruppen har starkt stöd i AfD:s östtyska avdelningar där partiet har fått sina bästa valresultat.

### Efter års 2021 val
I Förbundsdagsvalet i Tyskland 2021 fick  partiet 10,3 procent av rösterna. Partiet förlorade över två procentenheter i jämförelse senaste val. 

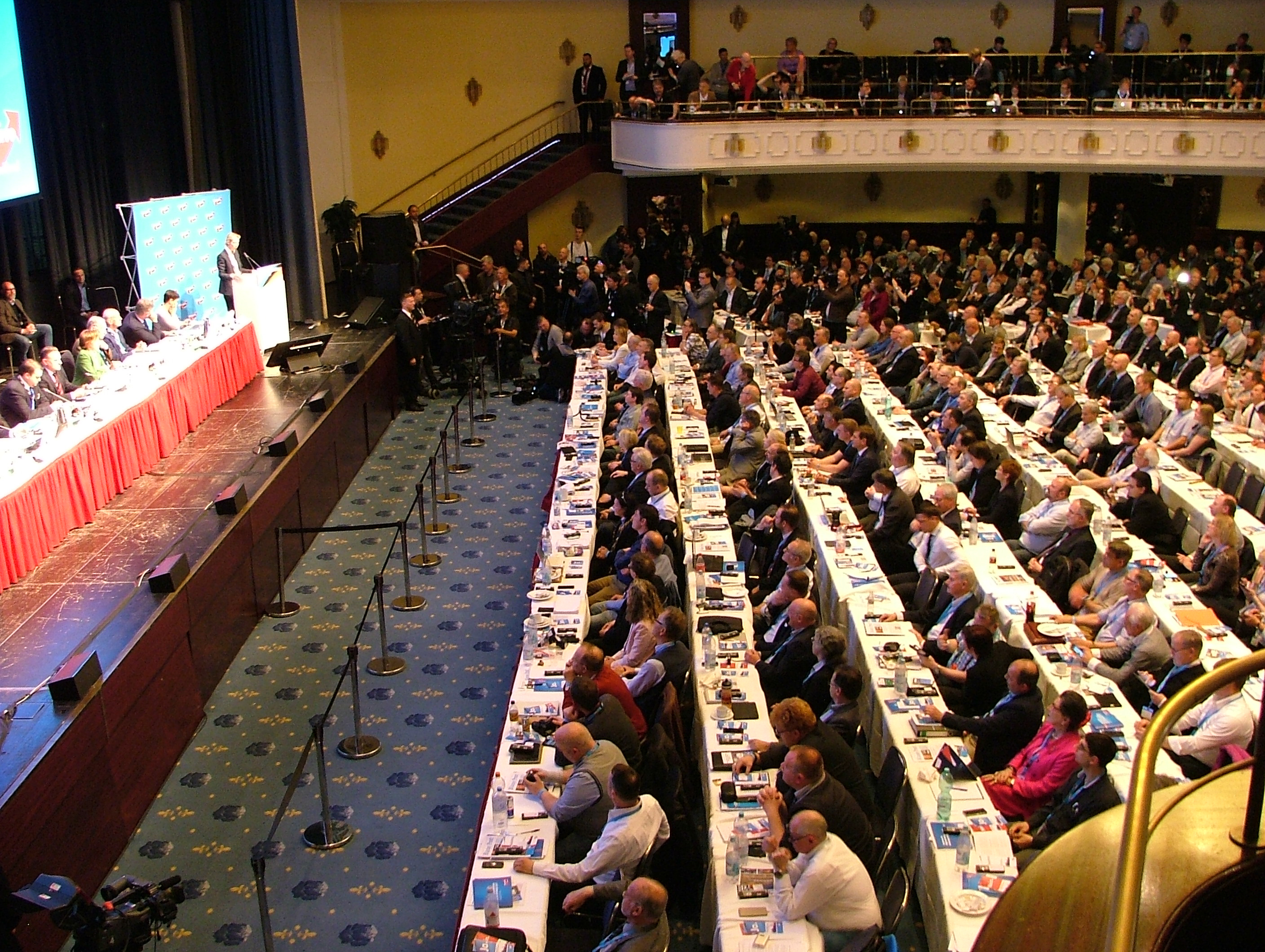
Nationella partikonventet i Köln i april 2017

## Aktuella politiska positioner

### Coronapandemin
Under coronapandemin har en del ledande AfD-politiker så som Alexander Gauland (ordförande för AfD:s förbundsdagsgrupp) kritiserat åtgärderna mot pandemin och betecknat dem som "Corona-Diktatur" eftersom åtgärderna enligt honom skulle begränsa människors fri- och rättigheter för mycket. På partiets kongress i november 2020 kritiserades Gaulands uttalande av viceordförande Jörg Meuthen som uppmanade att undvika dessa begrepp, vilket i sin tur kritiserades av Gauland. Han menade att Meuthens tal skulle splittra partiet. En annan fråga som togs upp på kongressen var AfD:s position gentemot "Querdenker-Bewegung" (en proteströrelse som riktar sig mot regeringens åtgärder mot coronapandemin och som sägs ha kontakter till högerextremistiska grupper). 

### "Solidarisk patriotism"
Inom AfD finns det en diskussion om vilket socialstatskoncept man vill förverkliga. Här finns det enligt sociologen Christoph Butterwegge en nationalistisk-nyliberal grupp och en ren nationalistisk grupp som använder begreppet "solidarischer Patriotismus" (solidarisk patriotism). Enligt journalisten Paul Middelhoff består skillnaden mellan dessa grupper i att den nationalistisk-nyliberala gruppen strävar efter en liten stat som enbart finns till för tyska medborgare medan gruppen kring "solidarisk patriotism" vill ha en större välfärdsstat som enbart ska finnas för dem som AfD kallar för "äkta tyskar". Syftet med konceptet "solidarisk patriotism" är enligt Middelhoff att locka f.d. arbetare och östtyskar som har förlorat ekonomiskt efter murens fall.
Ryssland
En av AfD:s kärnpositioner är bemödandet att förbättra förhållandet till Ryssland vilket blev sanktionerad för den folkrättsmotiga Krimannexionen. AfD förespråkar upphävandet av alla sanktioner mot Ryssland.

## AfD:s kärnväljare
En analys baserad på tre förbundslandsval 2017 visar att AfD är starkt överrepresenterade bland vissa grupper. Utifrån kön är det främst män som röstar på AfD. När det gäller ålder är människor från 25 till 44 år överrepresenterade. Socioekonomiskt sett är det främst låg- och medelutbildade samt arbetare och arbetslösa som utgör de största grupperna bland AfD-väljarna. Partiets väljare är främst icke-religiösa och positionerar sig själva till höger i det politiska spektrumet.